# Rue du Cardinal-Guibert
La rue du Cardinal-Guibert est une voie du 18e arrondissement de Paris, en France.

## Situation et accès
La rue du Cardinal-Guibert est une voie publique située dans le 18e arrondissement de Paris. Elle débute parvis du Sacré-Cœur et se termine au 37, rue du Chevalier-de-la-Barre.

## Origine du nom
Elle porte le nom du cardinal archevêque de Paris Joseph Hippolyte Guibert (1802-1886).

## Historique
À l'origine, cette voie privée partait du voisinage de la rue Lamarck. En 1945, un tronçon d'une longueur de 35 mètres environ à partir de la rue Azaïs a pris le nom de « parvis du Sacré-Cœur ».
Devenue une voie publique, elle est classée dans la voirie parisienne par un arrêté du 30 mai 1962.

## Bâtiments remarquables et lieux de mémoire
- Voie comprise dans le site du Vieux Montmartre.
- Église Saint-Pierre de Montmartre.